# Hammatoceratidae
Hammatoceratidae Buckman, 1887 è una famiglia estinta di ammoniti dell'ordine Ammonitida, vissuti tra il Toarciano e il Bajociano, da circa 180 a 168 milioni di anni fa.

## Descrizione

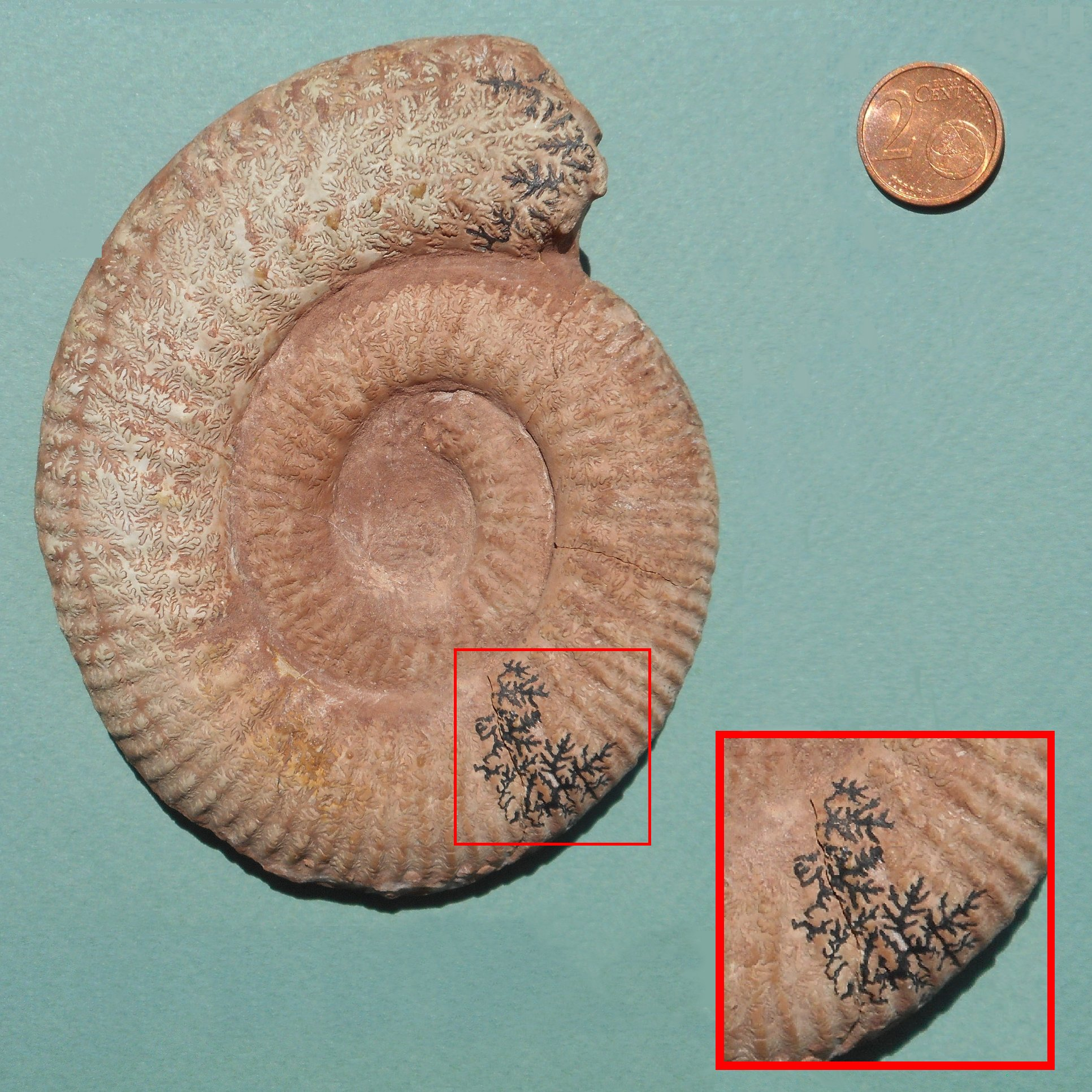
Geczyceras perplanum
Fossile rinvenuto nella primavera del 1971, nel corso di lavori per la costruzione di un acquedotto in località Scoppio (M. Martani, Umbria).

Si tratta di ammoniti molto comuni, caratterizzate da:
. 
Le suture settali sono generalmente frastagliate con lobi di aspetto arborescente, tra cui quelli ombelicali (U1, U2, U3) retratti e inclinati. L'esemplare figurato a lato ("Geczyceras" perplanum), tipico dell'area tetidea mediterranea, mostra le suture settali, di cui una evidenziata con nero di china. Le loro caratteristiche hammatoceratine si vedono bene nel lobo L, arborescente a tronco stretto, situato nella parte esterna del giro.

## Filogenesi
L'origine di queste forme va ipotizzata nella Tetide occidentale (mediterranea), perché compaiono, per dati recenti, prima in Appennino, poi altrove. Le forme precursori appartengono ai generi Praerycites e Rarenodia, caratteristici della zona toarciana, a H. bifrons (parte inferiore). La stretta parentela tra Rarenodia e Hammatoceratidae è confermata da uno studio cladistico del 2004. Gli Autori, in base a 16 caratteri analizzati, considerano, dentro la superfamiglia Hammatoceratoidea, due famiglie, Erycitidae e Hammatoceratidae che si sarebbero differenziate da un ceppo unico nel Toarciano superiore. I Rarenodia farebbero parte di un clade esterno che si sarebbe originato prematuramente, nel Toarciano inferiore e medio, sviluppando già vari caratteri hammatoceratini, che poi si sarebbero manifestati più compiutamente in seguito. Dopo il Toarciano i dati stratigrafici europei ed extraeuropei dimostrano che le forme della famiglia si sono diffuse in altre parti del mondo, per cui sono importantissimi come fossili guida. Per altro sono importanti anche per le indicazioni paleogeografiche, poiché il dominio europeo aveva acque più fredde di quelle italiane, che appartenevano alla fascia nord-tropicale. Ciò per la probabile presenza di una barriera che rendeva difficili gli scambi.
Sono stati indagati nell'Europa mediterranea per l'evoluzione, poiché sono presenti anche nel tipico Rosso ammonitico umbro-marchigiano, noto per la sua ricchezza di fossili e per la continuità di sedimentazione; i dati stratigrafici recenti hanno dimostrato che la filogenesi è più complessa di quanto era pensabile, implicando anche relazioni con i Phymatoceratidae; per queste acquisizioni, all'origine di Phymatoceratidae e Rarenodia si pone un genere inedito poco conosciuto (Ophimatoceras), trovato nella parte media e sommitale della zona a Undicosta. Resta da capire l'origine di Praerycites, della zona a H. bifrons, da cui sono derivati gli Hammatoceratidae tipici. L'interpretazione evolutiva è resa più complessa dal fatto che non è stato ancora compreso il significato dell'adattamento funzionale dei caratteri, come è avvenuto per gli Hildoceratidae.

## Tassonomia
Per la scuola inglese il raggruppamento deve essere compreso nella superfamiglia Hildoceratoidea, per altri negli Hammatoceratoidea.
Secondo il Paleobiology Database (2019) la famiglia Hammoceratidae è suddivisa nelle seguenti sottofamiglie:
- Erycitinae Spath, 1928 †
  - Abbasites Buckman, 1921 †
  - Abbasitoides Geczy, 1966 †
  - Cagliceras Rulleau e Elmi, 2001 †
  - Erycites  †

- Hammatoceratinae
  - Bredyia  †
  - Crestaites Rulleau e Elmi, 2001 †
  - Erycitoides Westermann, 1964 †
  - Euaptetoceras  †
  - Eudmetoceras  †
  - Fissilobiceras  †
  - Geczyceras Martínez, 1992 †
  - Hammatoceras  †
  - Onychoceras Wunstrorf, 1905 †
  - Paviaites Cresta, 2002 †
  - Planammatoceras  †
  - Pseudaptetoceras Géczy, 1966 †
  - Puchenquia  †

- Podagrosiceratinae Westermann e Riccardi, 1979 †
  - Podagrosiceras Maubeuge e Lambert, 1956 †
  - Sphaerocoeloceras  †
  - Westermanniceras Riccardi, 2000 †

- Zurcheriinae Hyatt, 1900 †
  - Haplopleuroceras  †
  - Malladaites  †
  - Spinammatoceras  †
  - Zurcheria  †

- incertae sedis: Rarenodia Venturi, 1975 †